# باله روس

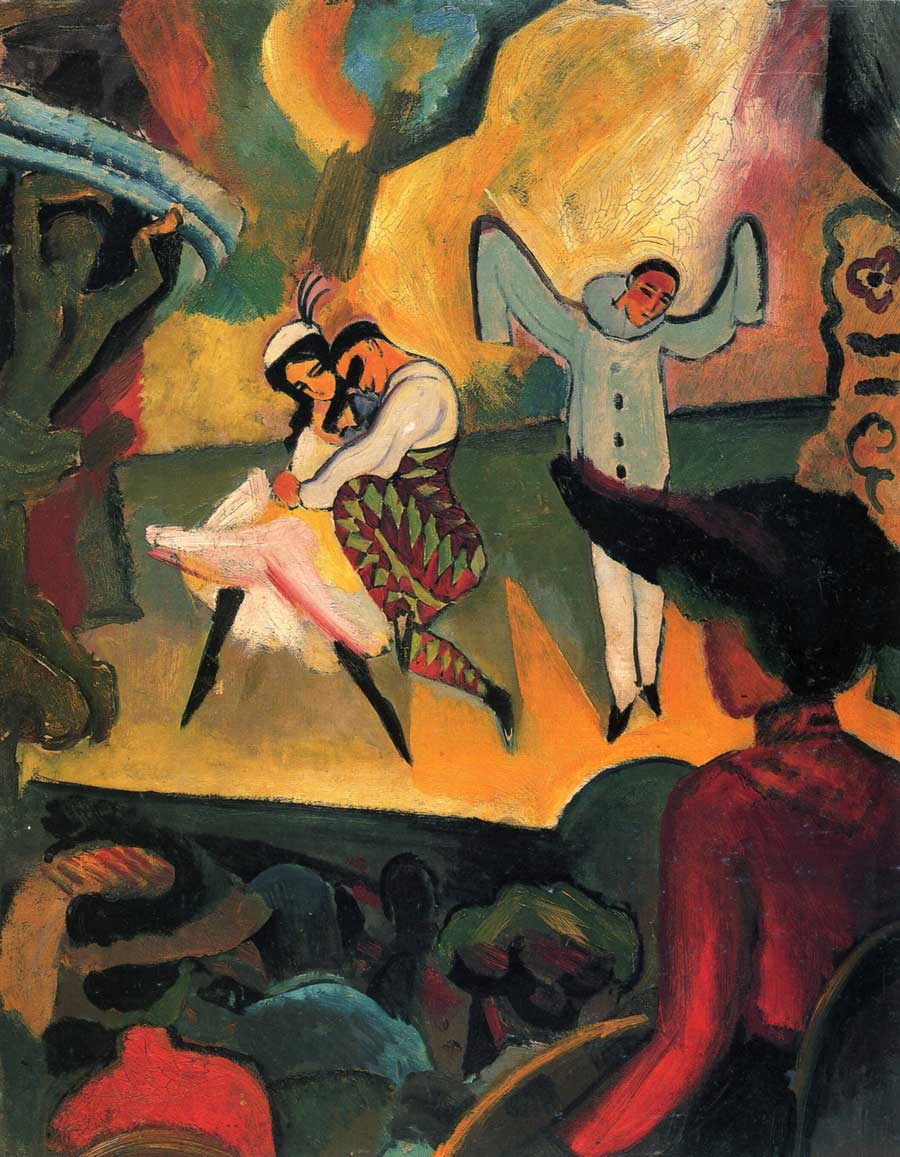
نقاشی اثر آوگوست ماکه، ۱۹۱۲

بالهٔ روس شرکت باله‌ای بود که در سال ۱۹۰۹ توسط سرگئی دیاگیلف در پاریس تأسیس گردید و تا سال ۱۹۲۹ (درگذشت دیاگیلف) در اروپا و آمریکای جنوبی و ایالات متحده آمریکا به اجرا پرداخت. همکاری برخی از هنرمندان برجستهٔ آن زمان موجب آفرینش برخی از تأثیرگذارترین اجراهای سدهٔ بیستم توسط بالهٔ روس شد.
از آثار شاخصی که توسط بالهٔ روس اجرا شدند می‌توان به باله‌های پرنده آتشین (۱۹۱۰)، پتروشکا (۱۹۱۱) و پرستش بهار (۱۹۱۳) اثر ایگور استراوینسکی اشاره کرد.

## هنرمندان
- آهنگسازان: ایگور استراوینسکی، نیکولای ریمسکی-کورساکف، کلود دبوسی، سرگئی پروکفیف، ریشارد اشتراوس، موریس راول، ...
- طراحان صحنه و لباس: لئون باکست، پابلو پیکاسو، آنری ماتیس، کوکو شانل، آندره دورن، ...
- رقصندگان و طراحان رقص: واسلاف نیژینسکی، میخائیل فوکین، آنا پاولوا، ایدا روبینشتاین، ...

## نگارخانه

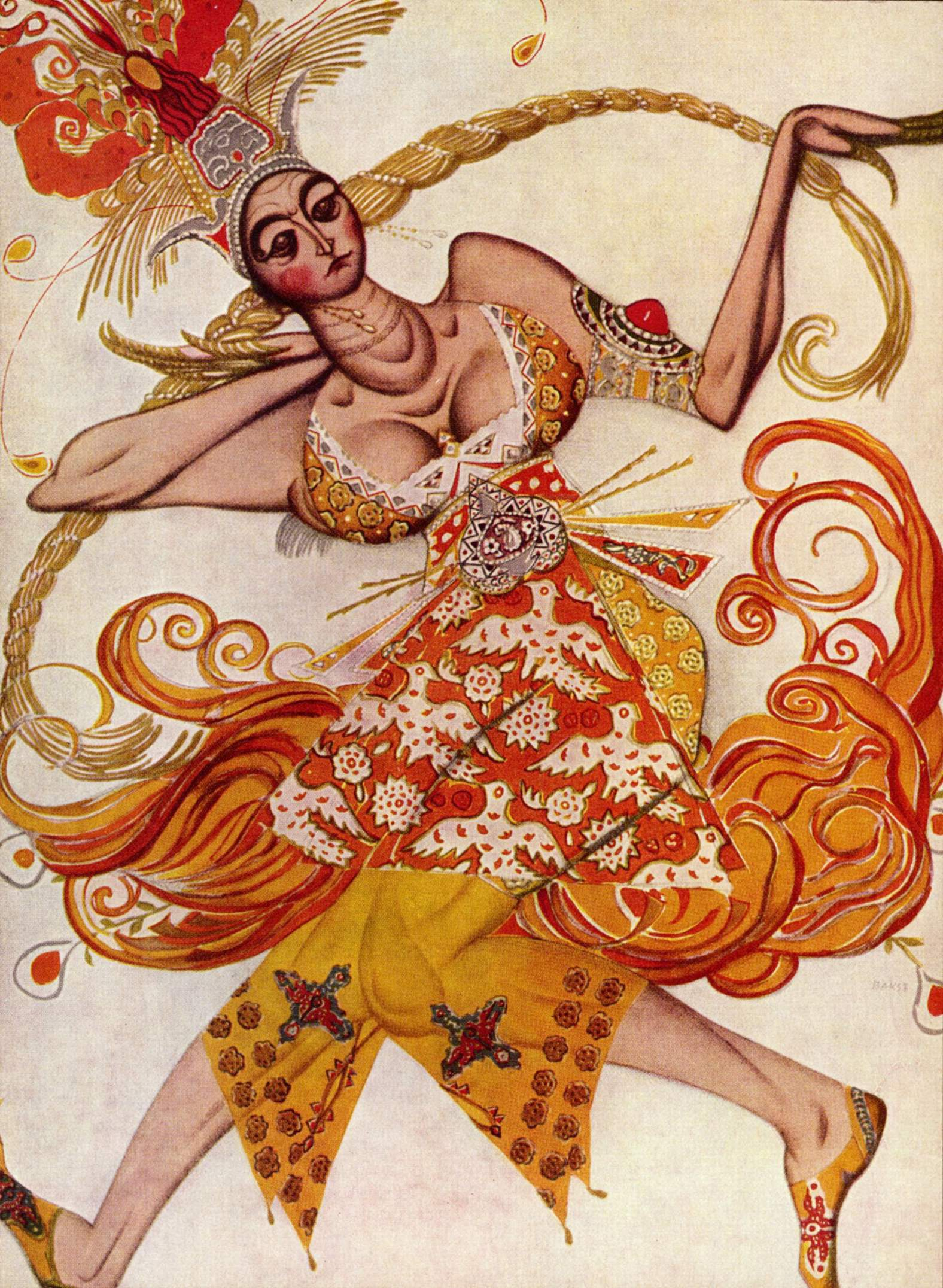
طراحی لباس لئون باکست برای بالهٔ پرنده آتشین
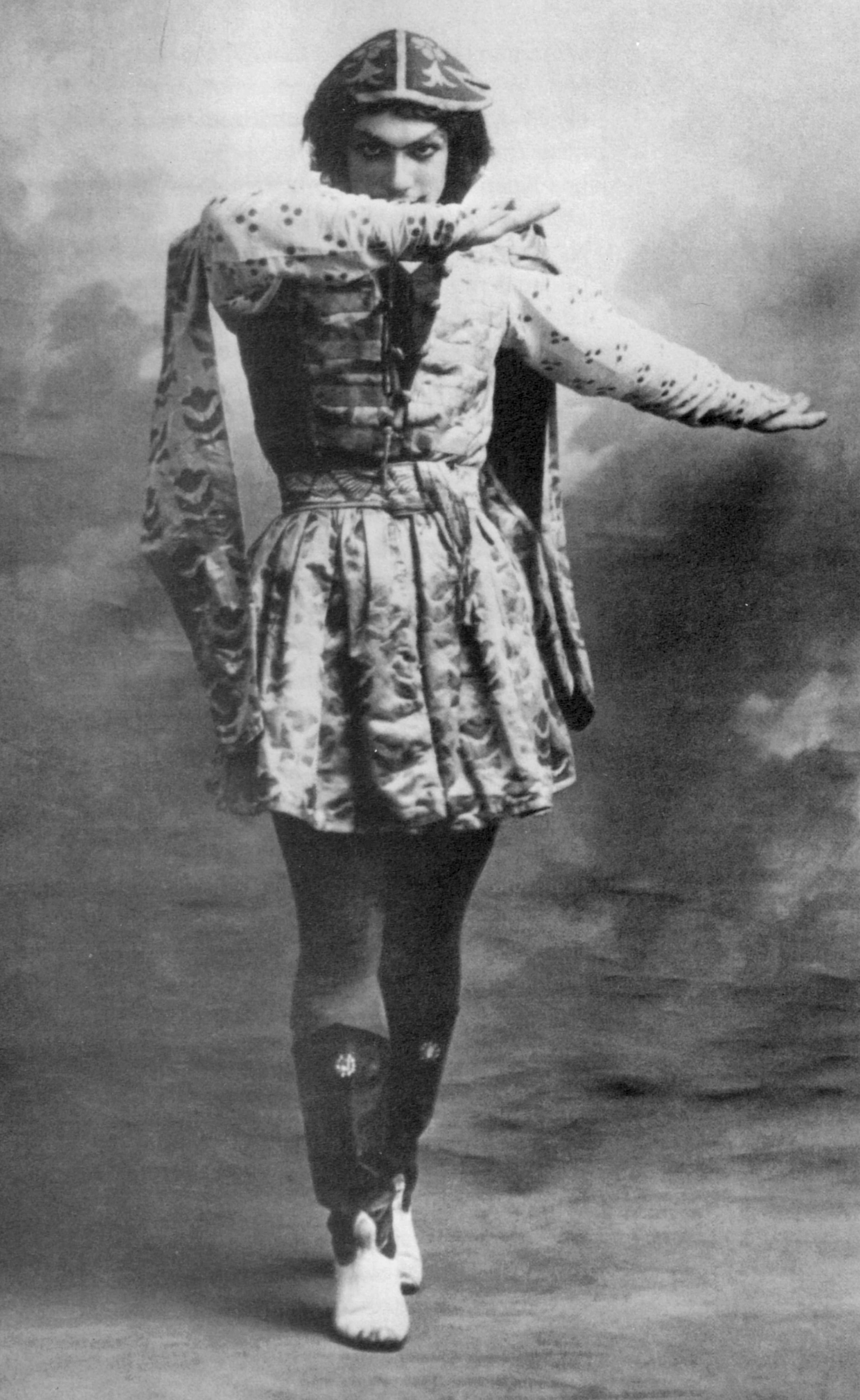
واسلاف نیژینسکی در پوشش اجرای باله روس
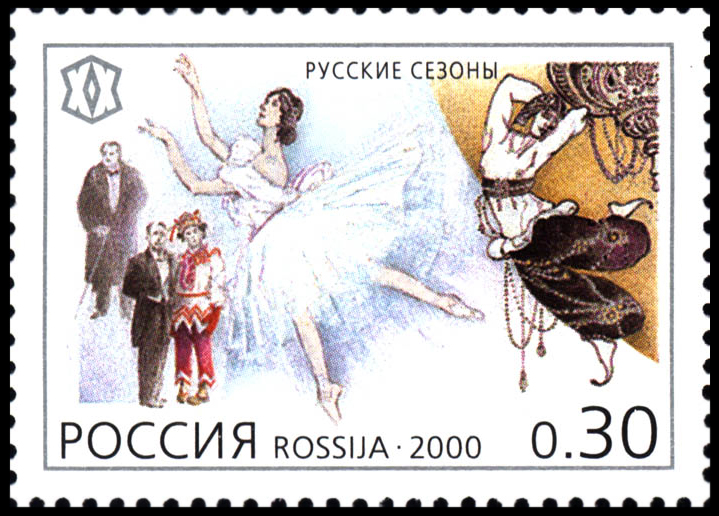
تمبر روسی با موضوع باله روس

## مطالعه بیشتر
- "The Art of the Ballets Russes Captured: Reconstructed Ballet Performances on Video" by Eftychia Papanikolaou; Music Library Association Notes 64/3 (March 2008): 564-585
- Anderson, Margot, et al. Creative Australia and the Ballets Russes. Published in conjunction with the Exhibition, Arts Centre, Melbourne 2009. شابک ‎۹۷۸ ۰ ۹۸۰۲۹۵۸ ۱ ۸
- Christofis, Lee (June 2009). "The Ballets Russes in Australia 1936–1940" (PDF). The National Library Magazine. 1 (2): 21–23. Retrieved 17 January 2011.
- Berggruen, Olivier. The Writing of Art (London: Pushkin Press, 2011)